# Amerigo Dumini
Amerigo Dumini (né le 3 janvier 1894 à Saint-Louis, dans le Missouri et mort le 25 décembre 1967 à Rome) est un militant politique et criminel italien, né américain, membre du Parti national fasciste.

## Biographie
Amerigo Dumini est le chef de la bande qui enleva et assassina Giacomo Matteotti, un député socialiste, le 10 juin 1924. Dumini et Albino Volpi sont proches, même dans l'exécution du crime.
En 1926 a lieu le procès à Chieti des assassins de Matteotti, des militants fascistes de la Ceka fascista.
Selon les juges fascistes, il s'agissait d'un cas d'homicide involontaire: trois des inculpés, Albino Volpi, Amerigo Dumini et Amleto Poveromo, sont condamnés à six ans de prison, mais ils sont libérés avant d'avoir purgé l'intégralité de leur peine. 
En avril 1947, un nouveau procès a lieu: la sentence reconnaissait que l'ordre de tuer Matteotti venait de Mussolini.
Les principaux accusés, Dumini, Poveromo et Viola, sont condamnés à la détention perpétuelle (sanction la plus lourde en Italie depuis l'abolition de la peine de mort la même année), commuée, vu leur âge, en trente ans de réclusion.